# Piperno (roccia)
Il piperno è una roccia magmatica presente nelle zone dove c'è stata attività vulcanica.

## Localizzazione
Il piperno abbonda in Campania, le zone da cui si ricavava erano la città di Quarto, le zone di Soccavo e Pianura, la città di Nocera Inferiore.

## Caratteristiche geomorfologiche
Questo tipo di roccia litificata, differente dal tufo giallo, assume una tessitura particolare caratterizzata dalla isorientazione di concentrazioni lenticolari di colore grigio, dette fiamme, immerse in una matrice dello stesso colore ma più chiara.

## Uso
La roccia di piperno non è facile da estrarre, se non tramite una separazione sotterranea dei grossi blocchi che venivano in seguito lavorati; è resistente all'usura degli agenti atmosferici e per questo motivo è stata molto impiegata per il rivestimento degli edifici di Napoli. Attualmente non è più estratta in quanto le cave, in sotterraneo, presenti a Pianura e Soccavo sono esaurite. Il livello di piperno, con la sovrastante Breccia Museo, è ben visibile alla base della collina dei Camaldoli, nella zona di Soccavo, in località Verdolino.